# 弗魯任峰
78°50′27″S 84°16′40″W / 78.84083°S 84.27778°W

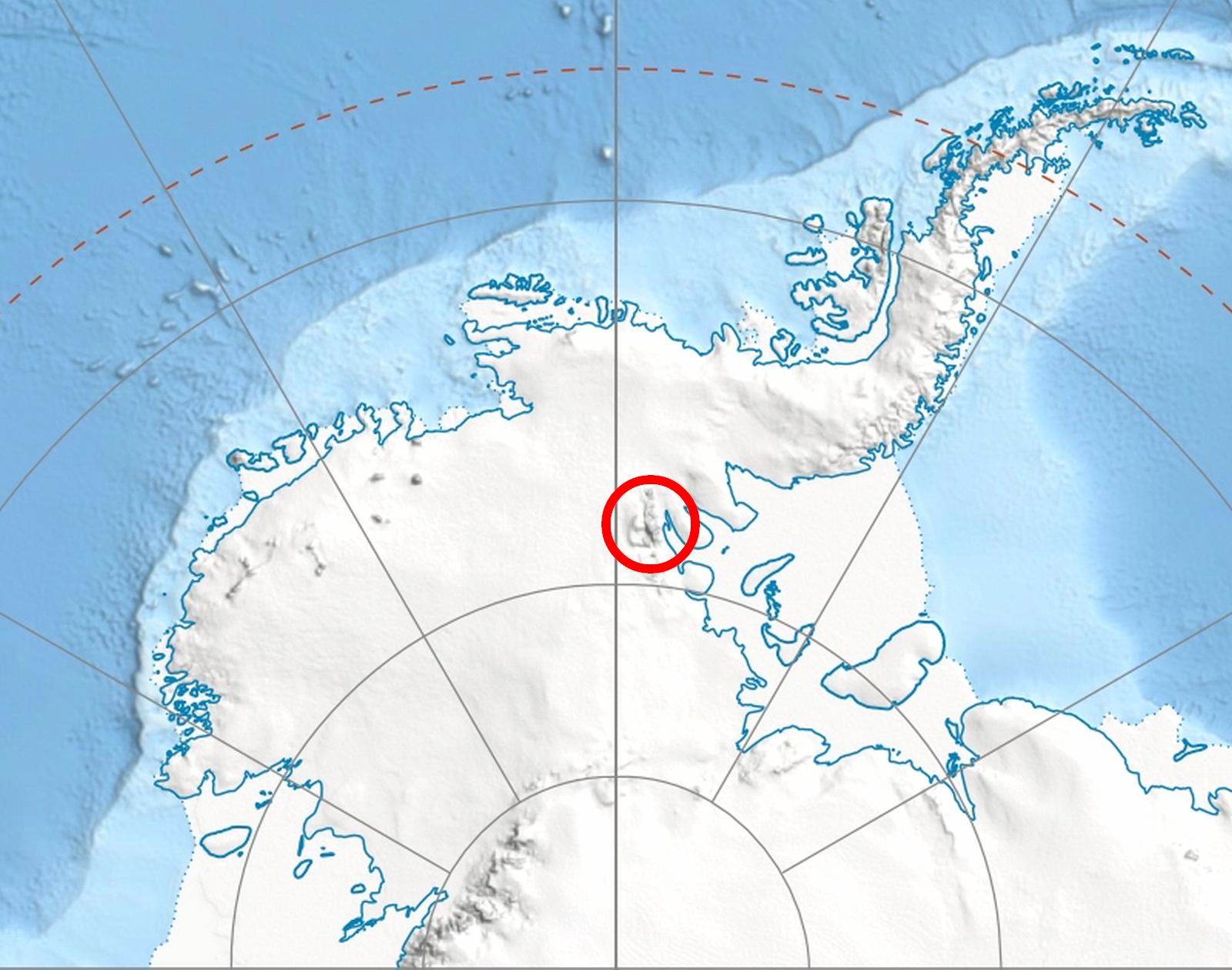

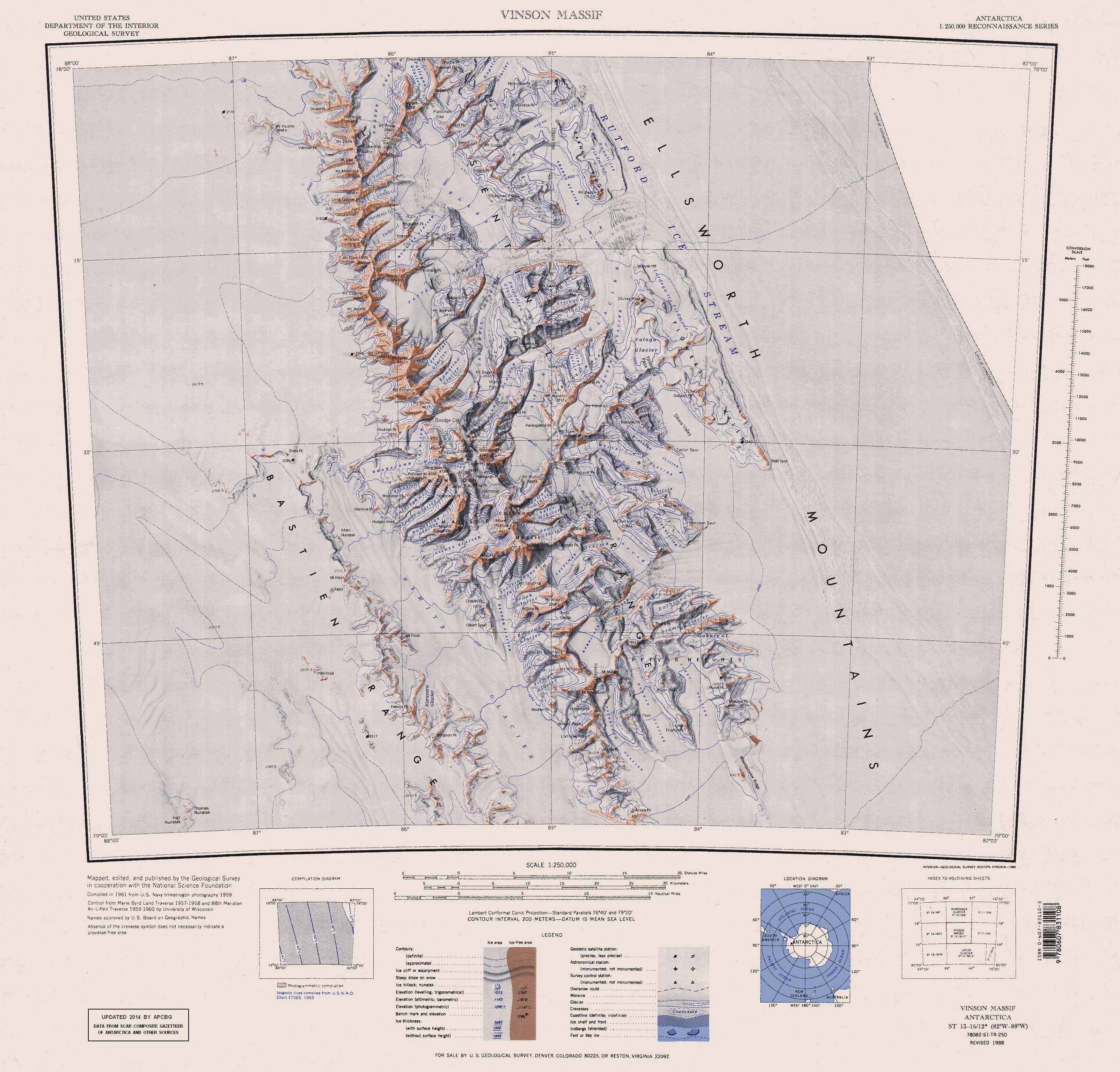

弗魯任峰是南極洲的山峰，位於埃爾斯沃思地，屬於埃爾斯沃思山脈中森蒂納爾嶺的一部分，處於馬爾茲峰東南面8.02公里、米勒峰東南面6.04公里、馬爾科奇峰西南面5.83公里和芒廷維尤嶺西北面9.5公里，海拔高度1,420米。

## 外部連結
- Fruzhin Peak. （页面存档备份，存于） SCAR Composite Antarctic Gazetteer.
- Bulgarian Antarctic Gazetteer. （页面存档备份，存于） Antarctic Place-names Commission. (details in Bulgarian, basic data （页面存档备份，存于） in English)